# Neil Wilkinson (Fußballspieler)
Neil Wilkinson (* 16. Februar 1955; † 2. August 2016) war ein englischer Fußballspieler.

## Sportlicher Werdegang
Wilkinson debütierte 1972 für die seinerzeit in der drittklassigen Third Division antretende Wettbewerbsmannschaft der Blackburn Rovers. Erst nach dem Aufstieg in die Second Division im Sommer 1975 kam der Außenverteidiger zu vermehrten Einsätzen, in den folgenden beiden Spielzeiten bestritt er 23 Zweitligapartien. Nach einem Aufenthalt in Südafrika kehrte er 1978 in den englischen Profifußball zurück, wo er sich Port Vale in der Fourth Division anschloss. Bereits im Oktober des Jahres zog er innerhalb der Spielklasse zum Ligakonkurrenten Crewe Alexandra weiter, wo er bis zu seinem Karriereende 1981 75 Meisterschaftsspiele bestritt.